# سامي برهان
سامي برهان (20 فبراير 1929 - 30 يوليو 2021) هو فنان تشكيلي سوري تميز فنه بالتنوع بين الرسم التقليدي، ودمج الحروف مع الرسوم، وأعمال النحت والمجسمات.

## حياته
ولد سامي بن محمد حجازي برهان في حي الجلوم بحلب السورية في يوم 20 فبراير 1929م، تعلم القرآن الكريم قبل الدراسة الابتدائية في المدرسة الكواكبية التابعة لجامع أبي يحيى الكواكبي، وكان لمعلمه القرآن الأثر السابق لتعلقه بالخط والفن التشكيلي، حيث كان يعمل نحاتًا ومزخرفًا بالنقوش العربية كما تعلم الخط على يد الخطاط حسين حسني، ثم اتجه إلى الفنون التشكيلية، فسافر إلى باريس وعواصم أوروبية ليدرسها، ثم رجع مدرسًا لمادة الرسم في مدارس حلب، ورأى بعد ذلك أن يتفرغ لدراسة الفنون التشكيلية فقدم استقالته من التعليم، ثم سافر بعدها إلى إيطاليا ليدرس هنالك، وتزوج هنالك من إيطالية ولد منها أولاده الثلاثة: عنتر الذي توفي صغيرًا، وراضي، وكندة.
استقر بعد ذلك حياته في روما إلا أنه كانت له زيارات إلى مدن عربية وأوروبية، وقرر في آخر حياته (تقريبًا عام 2020م) العودة إلى مسقط رأسه حلب واشترى مزرعة صغيرة في ضاحية قريبة من قلعة سمعان، إلا أنها دُمّرت مع الحروب ونهب ما فيها، فعاد إلى روما، وأقام هنالك بدار المسنين حتى توفي في 30 يوليو 2021م.

## دراسته
- درس القرآن في المدرسة الكواكبية.[7] وفي سنة 1954م، المدرسة العليا للفنون الجميلة- باريس،[5][6][7] وأكاديمية جوليان.[9]، ومن 1963م إلى 1967م بأكاديمية الفنون الجميلة في روما.[5] وحصل في أثناء دراسته على إجازة في فن التصوير سنة 1965م،[6][9] وإجازة في فن النحت في1967م.[6] تحصل أيضًا في 1968م على إجازة في النحت من معهد الميدالية وصك العملة في روما.[6] وفي سنة 1971م على دبلوم اختصاص في صك العملة من نفس المعهد.[6]

## أبرز معلميه ومن أثر في مسيرته
- والده.[9]
- معلم القرآن في المدرسة الكواكبية
- الخطاط التركي «حسين حسني» رئيس خطاطي السلطان عبد الحميد وذلك أثناء إقامته في حلب.[5][6][7]
- زاريك كاتيلا مؤسسة كلية العمارة بحلب حيث درس عنه الصورة والتركيب.[9]
- الخطاط التركي حامد الآمدي، أثناء زيارته لاسطنبول في 1952م.[6][7]
- المستشرق الفرنسي لويس ماسينيون أثناء دراسته في باريس.[7]

## وظائفه
- 1948 مدرس في جرابلس.[7]
- 1950 مدرس في صافيتا.[7]
- 1951 مدرس بدار المعلمين في حلب.[7]
- بعد عودته من فرنسا دَرّس مادة الرسم بمدارس حلب ومنها ثانوية المعري.[5]
- من مؤسسي مركز الفنون التشكيلية بحلب، ومن أوائل مدرسي الفن فيه.[6]
- 1972م أستاذ لفن الخط الإسلامي في جامعة روما.[5][7][9]

## إنجازاته وجوائزه

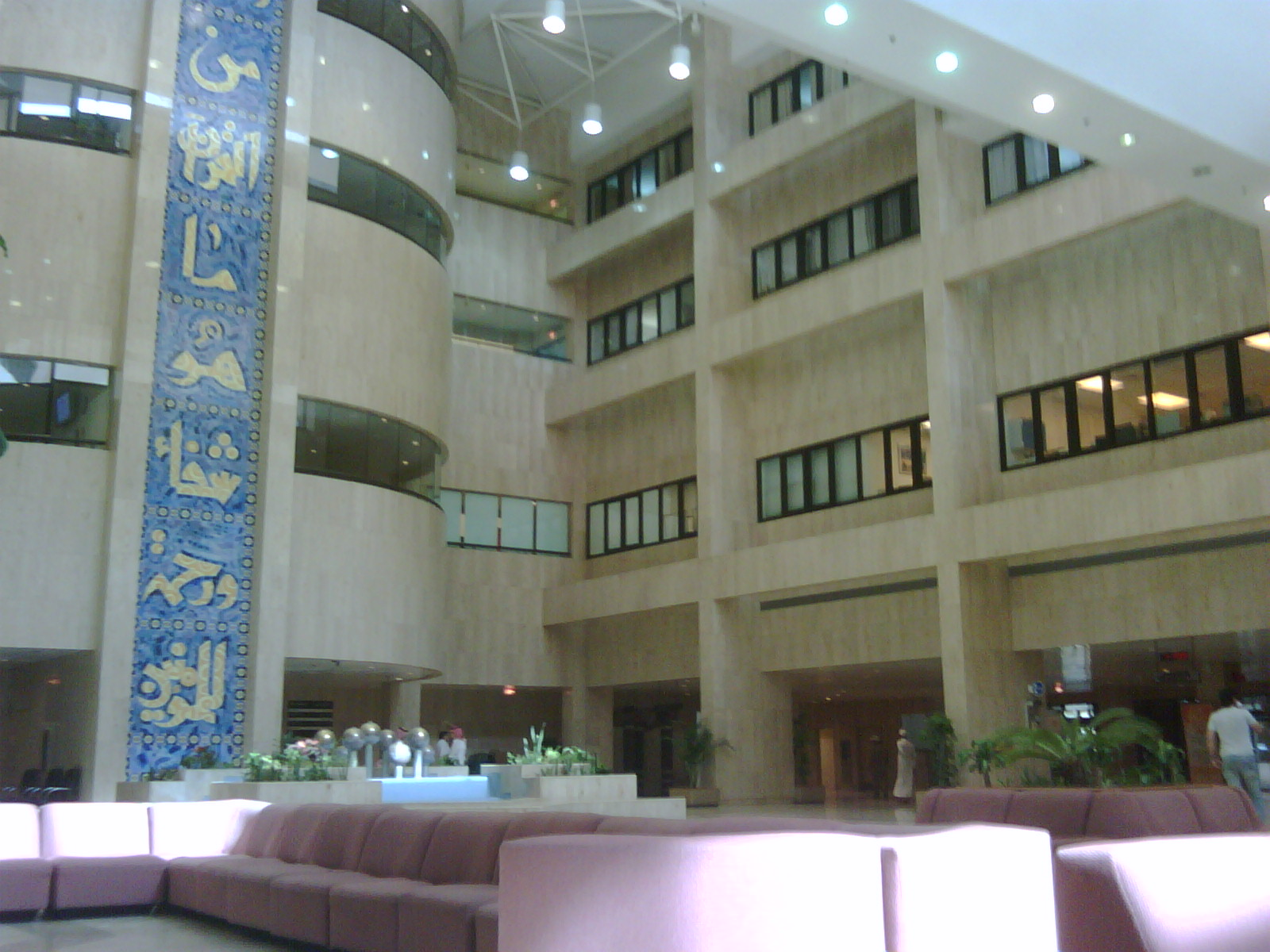
جدارية من تصميم وتنفيذ سامي برهاني في مدينة الملك فهد الطبية بالرياض

- 1954م الجائزة الأولى في معرض المغتربين الذي نظمته بلدية حلب.[6][8][9]
- 1960م فاز بالجائزة الأولى في الصالون الرسمي للفنانين السوريين، والجائزة الأولى في معرض القطن في حلب عن لوحته الذهب الأبيض.[8]
- 1963 فاز بالجائزة الأولى في معرض مائة رسام من مائة بلد في سان فيتو رومانو.[6][7][8]
- 1974م كان عضو اللجنة التنفيذية في جمعية «الاتحاد الإسلام في الغرب» التي ترعى مصالح المسلمين في روما.[11]
- 1986م فاز بتصميم إعلان مكافحة المخدرات الذي نظمته الأمم المتحدة والذي كان يحمل كلمات (نعم للحياة.. لا للمخدرات).[5][7] وهذا التصميم كان شعاراً لمؤتمر وزارة الداخلية في العالم، ونفذ سجادة تحمل نفس الشعار لتزيين قاعة الأمم المتحدة في فينا 1987م.[6]
- 1993م منح لقب «رائد الفن العربي» في أول بينالي في الإمارات.[6]
- 1995م أسس في ماسا كرارا المركز العربي الإيطالي،[5][6][8] والهدف من إنشائه هو التعريف بحضارة العرب وكيف أثرت على الفن الأوروبي.[9]
- 2010م كُرّم في ملتقى الشارقة للخط العربي.[6][12]

## أعماله الفنية البارزة

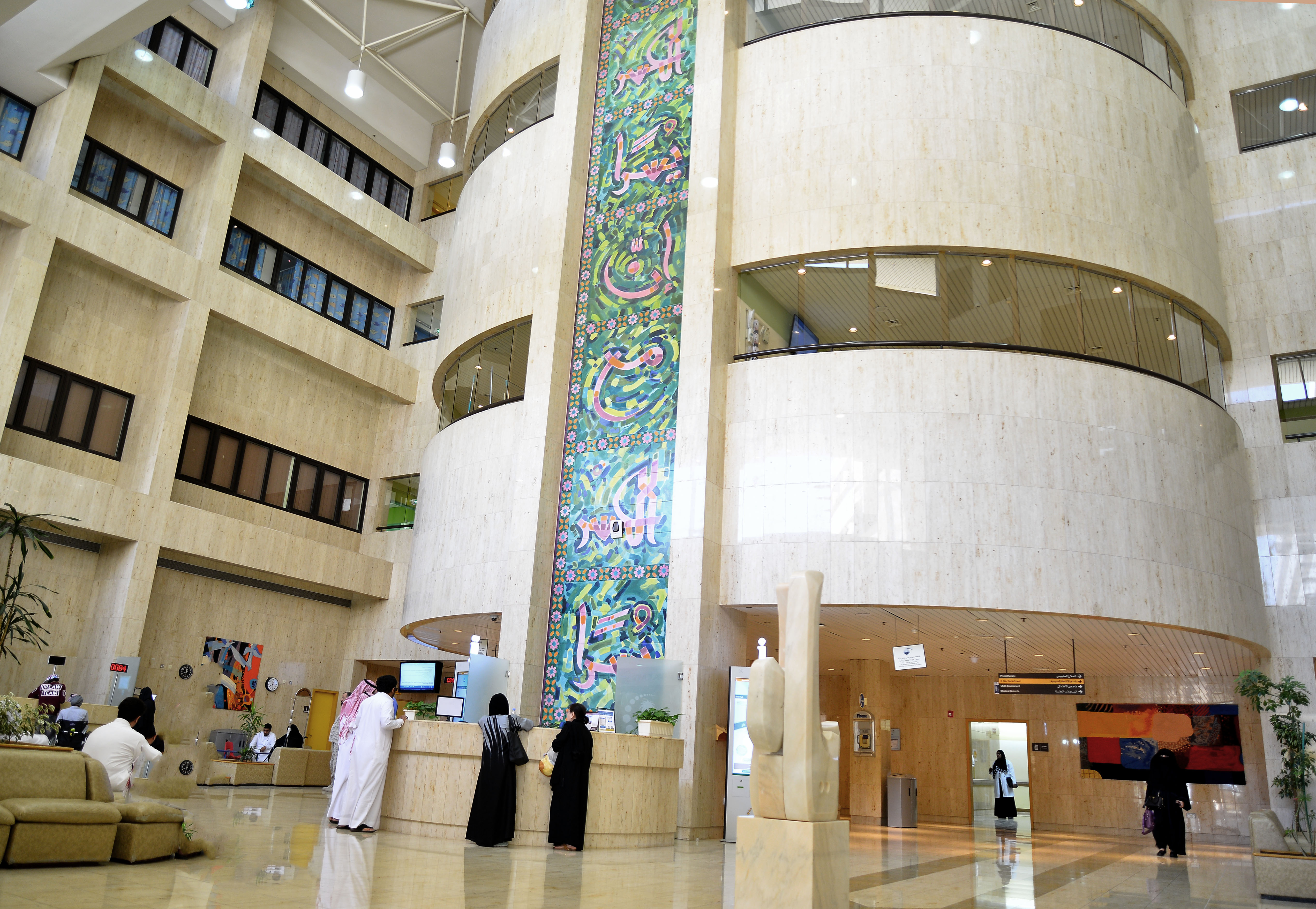
أعمال سامي برهان تزين مدينة الملك فهد الطبية

- 1992 تنفيذ أربع جداريات بارتفاع 18 مترًا ومنحوتة «يا شافي» من الرخام في مدينة الملك فهد الطبية بالرياض.[6]
- في مدينة حلب نفذ الفنان العالمي سامي برهان ثلاثة مجسمات منحوتة هي: نصب يمثل الفنان المخرج مصطفى العقاد. في مداخل حلب كلمة «سلام» بأربع لغات. لفظ الجلالة ”الله”.[5][7]
- 1992 وضعت بعض أعماله النحتية والزيتية في قاعة الاستقبال في مطار الملك عبد العزيز بجدة.[6]
- 1982 نحت المجسّم الإسلامي «قل هو الله أحد» في مدخل جامعة الملك سعود بمدينة الرياض السعودية.[8]

## دراسات عن سامي برهان
- أ.م. د.طارق حبيب سعيد، التكوينات الحروفية في اللوحات التصويرية للفنانيّن جميل حمودي وسامي برهان (دراسة مقارنة) - نشر في مجلة نابو العددان التاسع والعاشر حزيران 2015م ص34-73.

## من أقواله
- «درست للكثير وكنت أعمل البورتريه عندما كنت صغيرًا وفي تلك المرحلة تأثرت بمايكل أنجلو و بفناني عصر النهضة رفائيل وروبانس وبتلك الألوان الجميلة الشفافة، ثم دنيس يانو الإيطالي ثم درست سيزان. وكل هذه الدراسات استفدت منها ما أحتاج وأضعه في عقلي الباطن وأن أعمل حتى أصل إلى أسلوبي الخاص»[9]
- «إن مصدري الأول هو القرآن الكريم وتفسيره ثم الحديث النبوي الشريف ونهج البلاغة الذي يضم الحكم الرائعة إضافة إلى التراث العربي من شعر وحكم وأمثال وغيرها فهي مفاتيح لوحات لي»[9]
- «أدعو أي فنان تشكيلي إلى تعلم الخط بأنواعه والتمرن عليه باستمرار يوميًا كي يبني فيما بعد الجسم عليه. فالخط هو الأساس الذي يقوم عليه الفن التشكيلي، ومن ثم الروح وهي تميز هذا الفنان عن غيره»[9]
- «سر القرآن في الكلمة الأولى اقرأ فمن عمل بها فهو مسلم الكلمة الأولى من (4 حروف) وهي (إقرأ)، الحرف الأول: مكسور، الكسرة في أدناه، ومنها سميت الدنيا دنيا لدناءتها، الحرف الأخير: هو حرف الآخرة وهو ساكن والسكون يكون انبلاج أو توقف الإنسان عن الكلام، هذا في روعة جلال الإله. للانتقال من الألف الأولى إلى الألف الأخيرة علينا أن نمر بحرفين هما: حرف القاف والراء، حرف القاف: له ثلاثة مراحل، فهو في (القلب) فاء الفعل، و(العقل) هو عين الفعل، والقاف هو لام الفعل وهو في (التوفيق)... وهذا هو الإسلام وهذا هو القرآن وكل هذا جاء به الأنبياء، هذا لا يكفي!! علينا أن نمر بحرف الراء الموجودة في البسملة مرتين وهي في (الرحمن، الرحيم) فعلى الإنسان ألّا يحكم الأخير بغير (رحمة)»[13]

## قالوا عنه
- قال محمود مكي: «والفنان الكبير سامي برهان واحد من الفنانين الذين استطاعوا تطويع الحرف العربي تطويعًا متميزًا في الفن التشكيلي، جماليًّا وفكريًّا وتشكيليًّا في مجمل لوحاته، واستطاع عن جدارة أن يؤسس لمدرشة فنية عربية خاصة في إنتاج اللوحة الحروفية العربية الخالصة من شوائب بعض مفاهيم المدارس الغربية»[6]
- قال طاهر البني: «يأتي الفنان سامي برهان في طليعة الفنانين السوريين الذين تناولوا في تجربتهم التصويرية الخط العربي والنقش الشرقي، وذلك في مطلع الستينيات من القرن الماضي، فقد أراد الفنان منذ انطلاقته الأولى أن يؤسس مع زملائه مدرسة عربية في التصوير تستمد قيمها التشكيلية من الموروث الجمالي في الخط العربي والوحدات الزخرفية الشرقية»[14]
- قال محمود شاهين: «نهضت تجربة الفنان سامي برهان الحروفيّة على نوع من الاختزال الشكلي، والاقتصار على الضروري المعبر منه، كما قام بتطعيم أعماله، بعناصر زخرفيّة، وكتابات عربيّة، جاءت على شكل حكم وأقوال مأثورة. تطورت تجربة الفنان برهان أثناء إقامته في إيطاليا لتأخذ شخصية حروفيّة متفردة، قائمة على نوع من الهجائيّة العربيّة في تكوينها، وعلى مضامين وشعارات حضاريّة، تستمد أصولها من التراث العربي، وتتجه بآفاقها نحو المضامين الإنسانية والفكرية والتربوية المعاصرة»[10]